# Bowlesia hieronymusii
Bowlesia hieronymusii är en flockblommig växtart som beskrevs av H.Wolff. Bowlesia hieronymusii ingår i släktet drusor, och familjen flockblommiga växter. Inga underarter finns listade i Catalogue of Life.